# Астафієв Олелько Сергійович
Олелько Сергійович Астафієв (справжнє прізвище — Остапура-Степовий; роки народження і смерті невідомі) — військовий і громадський діяч, геолог, педагог. Член-кореспондент Петербурзької Академії наук.

## Життєпис
Народився в Чугуєві. Походив з козацько-шляхетської родини Остапур. Закінчив Михайлівське артилерійське училище (1886), Військово-інженерну академію (1892, обидва навчальні заклади в Санкт-Петербурзі). Захоплювався мінералогією та геологією. Згодом захистив дисертацію, працював у Петербузькій Академії Наук. Під час однієї з наукових експедицій в Україну зустрівся з українським театром Марка Кропивницького і відтоді 6 років працював у його акторській трупі. Був актором, драматургом, художником-оформлювачем, костюмером. Згодом заснував власну трупу.
З початком російсько-японської війни викладав в Одеському, а потім Чугуївському юнкерських училищах. В роки Першої світової війни брав участь у створенні другого Миколаївського військового училища, де був викладачем. Від початку Української революції працював у Генеральному військовому секретаріаті Української Центральної Ради, керував військовими школами в Українській Державі. Певний час перебував на дипломатичній роботі. Згодом створив Військово-політехнічну школу.
Від 1919 його слід загубився. Є припущення, що отаман Степовий, загін якого діяв протягом 1920—1923 у районі Змієва вздовж Сіверського Дінця і який загинув від куль чекістів, і був Астафієв. 
Олелько Сергійович — автор книги українською мовою «Основи тактики» (Кам’янець-Подільський, 1918).
Також деякі дослідники схиляються до думки, що Астаф'єв Олексій Сергійович і Астафієв — одна людина.